# Promachus speiseri
Promachus speiseri là một loài ruồi trong họ Asilidae. Promachus speiseri được Hobby miêu tả năm 1936. Loài này phân bố ở vùng nhiệt đới châu Phi.